# Pycnomoreletia aristata
Pycnomoreletia aristata är en svampart som först beskrevs av J. Ahmad, och fick sitt nu gällande namn av Rulamort 1990. Pycnomoreletia aristata ingår i släktet Pycnomoreletia, divisionen sporsäcksvampar och riket svampar.   Inga underarter finns listade i Catalogue of Life.